# Мартін Кейдін
Мартін Штрассер Кейдін (англ. Martin Strasser Caidin, 14 вересня 1927, Нью-Йорк — пом. 24 березня 1997, Таллахассі) — американський письменник-фантаст, кіносценарист, журналіст, спеціаліст в області авіації і аеронавтики.

## Біографія
Мартін Кейдін народився в Нью-Йорку в 1927 році. Коли йому виповнилося 2 роки, померла його мати. Друга дружина батька не захотіла виховувати хлопця, і його віддали в притулок, звідки його пізніше забрали рідні бабуся і дідусь, які виховували його на фермі в штаті Нью-Йорк. Вже в 15 років Кейдін повернувся до Нью-Йорка з метою вчитися і працювати. Він швидко зрозумів свою любов до літератури і зацікавлення авіацією, й уже в 16 років опублікував свою першу статтю, яка була написана про дизайн військових літаків Messerschmitt.
Після закінчення коледжу в 1945 році Мартін Кейдін поступив на роботу в торгівельний флот, після чого кілька років працював у Японії. З 1947 до 1950 року Кейдін служив у ВПС США, та дослужився до звання сержанта. Після служби Мартін Кейдін перебрався до Флориди, де працював у галузі авіації, в тому числі й в одній із ранніх космічних програм. У 1955 році він, зокрема працював в команді Вернера фон Брауна на мисі Канаверал. До 1964 року Кейдін працював консультантом у низці авіакомпанії. Після 1975 року він власноруч відремонтував літак «Junkers Ju 52» 1936 року випуску. Тривалий час Мартін Кейдін брав участь у низці авіашоу в різних країнах світу, та навіть брав участь у встановленні кількох авіаційних рекордів. Кейдін був полум'яним пропагандистом аеронавтики, та навіть заснував компанію з пропагування аеронавтики серед молоді.
Останні роки життя Мартін Кейдін жив у Флориді. Помер письменник та ентуаст аеронавтики в 1997 році в Таллахассі від раку. Прах Мартіна Кейдіна розвіяли з борта літака над океаном після меморіальної служби в церкві.

## Літературна творчість
Літературну творчість Мартін Кейдін розпочав у 1956 році, коли опублікував свій роман «Довга ніч» (англ. The Long Night). У 1960 році вийшли друком романи письменника «Чорний четвер» (англ. Black Thursday) і «Рейс на Місяць» (англ. «Race for the Moon»), а в 1963 році вийшов роман «Червона зірка в космосі» (англ. Red Star in Space). Проте популярність Кейдіну приніс його наступний роман «Залишений» (англ. «Marooned», 1964), фрагментарно перекладений українською мовою під назвою «У полоні орбіти» та «Залишений на орбіті», у якому розповідалось технічні проблеми на борту в пілота американського космічного корабля проєкту «Меркурій», та порятунок його колегою-дублером та радянським космонавтом, які наввипередки намагаються його врятувати, проте ставлять життя колеги на перший план. На основі цього роману в 1969 році був знятий фільм «Залишені» (англ. «Marooned»), з тотожною назвою мовою оригіналу, проте з трьома астронавтами на борту замість одного, як це було у первинній версії роману.
У 1968 році вийшов друком ще один відомий роман Кейдіна «Машина Господа» (англ. The God Machine), у якому описується процес розробки штучного інтелекту, також уперше в своїй творчості автор піднімає тему біоніки. У 1971 році виходить друком роман письменника «Майже опівночі» (англ. Almost Midnight), у якому розповідається про боротьбу з терористичним угрупуванням, якому вдалось захопити зразки ядерної зброї, пізніше роман був перекладений українською мовою. Найвідомішим романом Кейдіна вважається «Кіборг», який вийшов друком у 1972 році, де детально описується створення біонічних органів для людини, внаслідок чого Мартін Кейдін вважається першим, хто передбачив створення біонічних органів для людини. Пізніше цей роман та низка інших творів письменника стали основою телесеріалу «Людина за шість мільйонів доларів». Серед інших відомих творів Кейдіна є роман «Вихід з Землі» (англ. Exit Earth) про космічний ковчег, «Бак Роджерс: Життя в майбутньому», що є частиною серії творів про Бака Роджерса, а також участь у створенні сценаріїв до фільмів про Індіану Джонса. Також Мартін Кейдін написав низку книг з авіації та військової історії.

## Журналістська діяльність
У середині 80-х років ХХ століття Мартін Кейдін вів конфронтаційне телевізійне ток-шоу «Face to Face», у якому кидав виклик представникам багатьох відомих американських ультраправих організацій. Серед тих, з ким він проводив ток-шоу, були рабин Меїр Кагане, голова Єврейської оборонної ліги, глава Американської нацистської партії Метт Коел, журналіст Чарлі Різ та Джон Макманн з Товариства Джона Берча.
Мартін Кейдін також викладав авторський курс прогресивної журналістики в Університеті Флориди в Гейнсвіллі під назвою «Закон Кейдіна».

## Повідомлення про парапсихічні здібності
Мартін Кейдін був відомий як прихильник технічних деталей у книжках, включив елементи надприроднього у свій роман про Бермудський трикутник «Три кути в нікуди» (англ. Three Corners to Nowhere) за 1975 рік. У середині 80-х років ХХ століття Кейдін почав стверджувати, що володіє телекінезом, зокрема, здатний рухати один або кілька невеликих пристроїв, які називаються енергетичними колесами або псі-колесами. Друг Кейдіна парапсихолог Лойд Ауербах, який іноді з'являвся з ним на демонстраціях і семінарах, підтвердив його здібності у своїй колонці журналу «Fate» за червень 2004 року.
Ілюзіоніст Джеймс Ренді запропонував перевірити заявлені здібності Кейдіна в 1994 році. Пізніше, у вересні 2004 року Ренді написав: «Він відчайдушно уникав прийняти мій виклик, відмовляючись навіть від найпростіших запропонованих протоколів контролю, але він не втомлювався розповідати про те, як я не захотів його перевірити».

## Вибрана бібліографія
- 1956 — Довга ніч (англ. The Long Night)
- 1960 — Чорний четвер (англ. Black Thursday)
- 1960 — Рейс на Місяць (англ. Race for the Moon)
- 1963 — Червона зірка в космосі (англ. Red Star in Space)
- 1964 — Загублений (англ. Marooned)
- 1968 — Четверо повернулися (англ. Four Came Back)
- 1968 — Машина Господа (англ. The God Machine)
- 1971 — Майже опівночі (англ. Almost Midnight)
- 1972 — Кіборг (англ. Cyborg)
- 1975 — Три кути в нікуди (англ. Three Corners to Nowhere)
- 1980 — Останній зворотний відлік (англ. The Final Countdown)
- 1987 — Вихід із Землі (англ. Exit Earth)